# Godfried van Angoulême
Godfried van Angoulême († december 1048) was van 1032 tot aan zijn dood graaf van Angoulême. Hij behoorde tot het huis Taillefer.

## Levensloop
Godfried was een zoon van graaf Willem IV van Angoulême en diens echtgenote Gerberga, dochter van graaf Godfried I van Anjou.
Na de dood van zijn vader werd zijn oudere broer Alduin II graaf van Angoulême. Godfried betwistte deze erfopvolging en kwam in opstand tegen zijn broer. Alduin II liet daarop Godfrieds burcht in Blaye belegeren. Na een belegering van acht dagen moest hij capituleren. Uiteindelijk werd hem vergiffenis geschonken, waarna hij van Alduin twee burchten in Saintonge. Toen Alduin II in 1032 stierf, volgde Godfried hem op als graaf van Angoulême, waarbij hij de erfrechten van zijn neven negeerde.
Godfried stierf in 1048, waarna hij als graaf van Angoulême werd opgevolgd door zijn zoon Fulco.

## Huwelijken en nakomelingen
Zijn eerste echtgenote was Petronella, dochter en erfgename van heer Mainard van Archiac en Bouteville. Het echtpaar stichtte in Bouteville de priorij van Saint-Paul. Ze kregen volgende kinderen:
- Fulco († 1087), graaf van Angoulême
- Humberga († 1068/1071), huwde met burggraaf Adhémar II van Limoges
- Godfried Rudel, heer van Blaye
- Arnold († na 1076), heer van Montausier
- Willem († 1076), bisschop van Angoulême
- Adhémar († 1101), bisschop van Angoulême

Zijn tweede echtgenote was Asceline, wier afkomst onbekend gebleven is.